# Cephalopyrus
Cephalopyrus is een monotypisch geslacht van zangvogels uit de familie Paridae (mezen). De wetenschappelijke naam van het geslacht is voor het eerst geldig gepubliceerd in 1854 door Bonaparte.

## Soorten
De volgende soort is bij het geslacht ingedeeld:
- Cephalopyrus flammiceps – Vuurkruinmees